# Knud Jeppesen
Knud Jeppesen (Copenhague, 15 de agosto de 1892 - Risskov, 14 de junio de 1974), fue un musicólogo y compositor danés.
Estudió en la Universidad de Copenhague y luego en Viena con el maestro Guido Adler. De 1920 a 1947 fue profesor en el Conservatorio de Copenhague. Hasta ese año ocupó varios cargos importantes, desde la libre docencia en la universidad hasta la tarea de organista en la Holmens Kirke. De 1947 a 1957 enseñó en la Universidad de Aarhus, donde fundó en 1950 un instituto de musicología que dirigió él mismo. Fue director de Acta musicológica de 1931 a 1945, presidió hasta 1952 la Sociedad Internacional de Musicología. Tuvo a su cuidado los tres primeros volúmenes de Italia Sacra Musica, antología de obras corales italianas desde el siglo XVI. Fue miembro de la Academia de Santa Cecilia.